# Учкулево
Учку́лево (рос. Учкулево) — присілок у складі Альменєвського округу Курганської області, Росія.
Населення — 256 осіб (2010, 328 у 2002).
Національний склад станом на 2002 рік:
- татари — 87 %